# Mateusz Spychała
Mateusz Spychała (Sieraków, 28 gennaio 1998) è un calciatore polacco, difensore dell'Odra Opole.

## Biografia
È fratello di Maciej Spychała, anch'egli calciatore, di ruolo centrocampista.

## Caratteristiche tecniche
È un terzino destro, ma è stato anche impiegato anche a centrocampo o eventualmente come terzino sinistro.

## Carriera
Muove i primi passi della sua carriera con il Warta Sieraków per poi passare al Lech Poznan, con il quale arriva fino alla formazione U-19. Nel 2016 passa al Radomiak Radom, con il quale disputa i playoff-promozione per salire in I Liga, persi però contro il Bytovia Bytów.
La stagione successiva sale comunque di categoria firmando per il Wigry Suwałki, con il quale realizza il suo primo gol da professionsita in occasione della gara contro il Ruch Chorzów.
Grazie ad un’altra buona stagione in seconda divisione con lo Stal Mielec, nel 2019 viene acquistato dal Korona Kielce, con il quale esordisce in Ekstraklasa, retrocedendo però a fine anno.
Nel 2020 passa al Warta Poznań, proseguendo il suo percorso nella massima serie polacca. Esordisce da titolare in campionato il 7 novembre nella sfida contro lo Stal Mielec, tuttavia, dopo trentaquattro minuti, viene espulso per un fallo da ultimo uomo. La stagione continua a non rivelarsi delle più soddisfacenti, e l'exploit di Jan Grzesik lo porta indietro nelle gerarchie. Nelle ultime partite di campionato viene spesso schierato nella formazione riserve, militante nel sesto livello del calcio polacco. A fine anno il Warta annuncia di averlo messo sul mercato.
Il 1º luglio 2021 l'Odra Opole, club militante in I liga, annuncia di averlo acquistato a titolo definitivo. 

## Statistiche

### Presenze e reti nei club
Statistiche aggiornate al 22 agosto 2020.
| Stagione        | Squadra         | Campionato      | Campionato | Campionato | Coppe nazionali | Coppe nazionali | Coppe nazionali | Coppe continentali | Coppe continentali | Coppe continentali | Altre coppe | Altre coppe | Altre coppe | Totale | Totale |
| Stagione        | Squadra         | Comp            | Pres       | Reti       | Comp            | Pres            | Reti            | Comp               | Pres               | Reti               | Comp        | Pres        | Reti        | Pres   | Reti   |
| --------------- | --------------- | --------------- | ---------- | ---------- | --------------- | --------------- | --------------- | ------------------ | ------------------ | ------------------ | ----------- | ----------- | ----------- | ------ | ------ |
| 2016-2017       | Radomiak Radom  | 2L              | 26+1       | 0          | PP              | 1               | 0               | -                  | -                  | -                  | -           | -           | -           | 28     | 0      |
| 2017-2018       | Wigry Suwałki   | 1L              | 18         | 1          | PP              | 0               | 0               | -                  | -                  | -                  | -           | -           | -           | 18     | 1      |
| 2018-2019       | Stal Mielec     | 1L              | 30         | 0          | PP              | 0               | 0               | -                  | -                  | -                  | -           | -           | -           | 30     | 0      |
| 2019-2020       | Korona Kielce   | E               | 24         | 0          | PP              | 0               | 0               | -                  | -                  | -                  | -           | -           | -           | 24     | 1      |
| 2020-2021       | Warta Poznań    | E               | 7          | 0          | PP              | 1               | 0               | -                  | -                  | -                  | -           | -           | -           | 8      | 0      |
| 2021-2022       | Odra Opole      | 1L              | 0          | 0          | PP              | 0               | 0               | -                  | -                  | -                  | -           | -           | -           | 0      | 0      |
| Totale carriera | Totale carriera | Totale carriera | 105+1      | 1          |                 | 2               | 0               |                    | -                  | -                  |             | -           | -           | 108    | 1      |